# Chiesa cattolica in Argentina
La Chiesa cattolica in Argentina è parte della Chiesa cattolica universale, sotto la guida spirituale del Papa e della Santa Sede.
Su una popolazione di circa 46 milioni di persone il 74% è battezzato nella fede cattolica.
Si tratta della decima nazione per numero di cattolici dopo Brasile, Messico, Filippine, Stati Uniti d'America, Italia, Francia, Colombia, Spagna e Polonia.

## Storia
L'evangelizzazione dell'Argentina ha inizio con le spedizioni coloniali spagnole ed attualmente è la maggior confessione religiosa del paese.

## Organizzazione ecclesiastica
La Chiesa cattolica in Argentina è strutturata in 14 sedi metropolitane, 1 arcidiocesi, 51 diocesi, 4 prelature territoriali, 1 esarcato apostolico, 1 ordinariato per i fedeli di rito orientale e 1 ordinariato militare.
Le Chiese particolari della Repubblica Argentina sono raggruppate in 8 regioni pastorali per promuovere la cooperazione e l'azione pastorale comune tra i vescovi della stessa area geografica: regione Buenos Aires, regione Centro, regione di Cuyo, regione litorale, regione nordest argentino, regione nordovest argentino, regione Patagonia-Comahue, regione platense.

### Rito latino
- Arcidiocesi di Bahía Blanca con le diocesi suffraganee di Alto Valle del Río Negro, Comodoro Rivadavia, Esquel (prelatura territoriale), Rawson, Río Gallegos, San Carlos de Bariloche, Santa Rosa e Viedma;
- Arcidiocesi di Buenos Aires con le diocesi suffraganee di Avellaneda-Lanús, Gregorio de Laferrère, Lomas de Zamora, Morón, Quilmes, San Charbel di Buenos Aires (rito orientale), San Isidro, San Justo, San Martín, San Miguel e Santa Maria del Patrocinio (rito orientale);
- Arcidiocesi di Córdoba con le diocesi suffraganee di Cruz del Eje, Deán Funes (prelatura territoriale), San Francisco, Villa de la Concepción del Río Cuarto e Villa María;
- Arcidiocesi di Corrientes con le diocesi suffraganee di Goya, Oberá, Posadas, Puerto Iguazú e Santo Tomé;
- Arcidiocesi di La Plata con le diocesi suffraganee di Azul, Chascomús e Mar del Plata;
- Arcidiocesi di Mendoza con le diocesi suffraganee di Neuquén e San Rafael;
- Arcidiocesi di Mercedes-Luján con le diocesi suffraganee di Merlo-Moreno, Nueve de Julio e Zárate-Campana;
- Arcidiocesi di Paraná con le diocesi suffraganee di Concordia e Gualeguaychú;
- Arcidiocesi di Resistencia con le diocesi suffraganee di Formosa e San Roque de Presidencia Roque Sáenz Peña;
- Arcidiocesi di Rosario con le diocesi suffraganee di San Nicolás de los Arroyos e Venado Tuerto;
- Arcidiocesi di Salta con le diocesi suffraganee di Cafayate (prelatura territoriale), Catamarca, Humahuaca (prelatura territoriale), Jujuy e Orán;
- Arcidiocesi di San Juan de Cuyo con le diocesi suffraganee di La Rioja e San Luis;
- Arcidiocesi di Santa Fe de la Vera Cruz con le diocesi suffraganee di Rafaela e Reconquista;
- Arcidiocesi di Tucumán con l'arcidiocesi suffraganea di Santiago del Estero (sede primaziale) e le diocesi suffraganee di Añatuya e Concepción;

### Riti orientali
- Chiesa armeno-cattolica: eparchia di San Gregorio di Narek in Buenos Aires
- Chiesa cattolica greco-melchita: esarcato apostolico di Argentina dei Melchiti
- Chiesa maronita: eparchia di San Charbel di Buenos Aires
- Chiesa greco-cattolica ucraina: eparchia di Santa Maria del Patrocinio in Buenos Aires
- Per gli altri cattolici di rito orientale: ordinariato di Argentina per i fedeli di rito orientale

### Ordinariati militari
- Ordinariato militare in Argentina

### Circoscrizioni rette da cardinali
Attualmente sono 2 le circoscrizioni ecclesiastiche argentine rette da cardinali:
- Arcidiocesi di Santiago del Estero, retta dal cardinale Vicente Bokalic Iglic, C.M.;
- Arcidiocesi di Córdoba, retta dal cardinale Ángel Sixto Rossi, S.I.

## Nunziatura apostolica

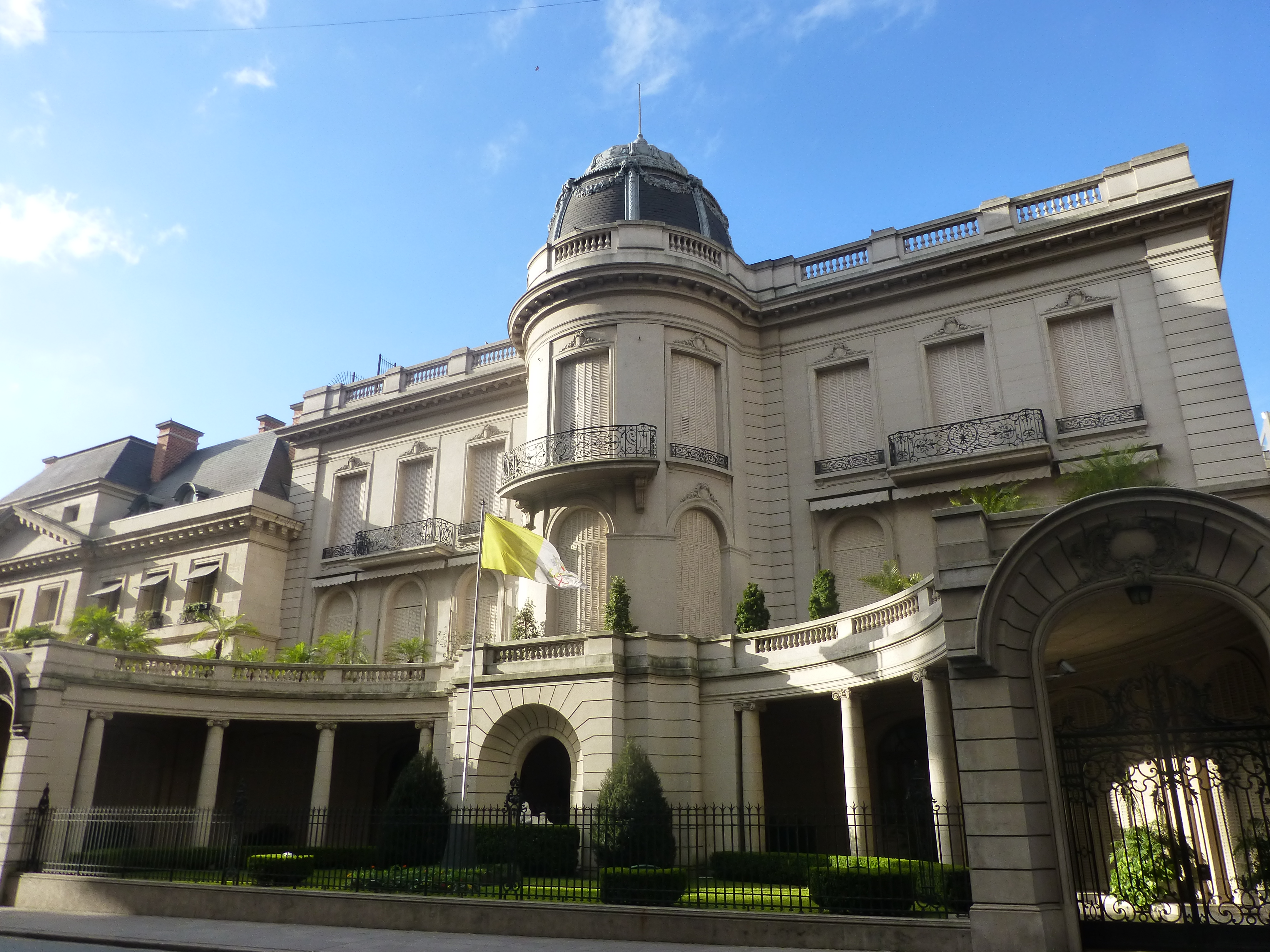
La sede della nunziatura apostolica di Buenos Aires.

La delegazione apostolica d'Argentina è stata istituita nel 1849. Il 14 ottobre 1884 il delegato apostolico Luigi Matera fu espulso e il Paese ruppe le relazioni diplomatiche con la Santa Sede. Queste furono riprese il 15 gennaio 1900 con l'arrivo in Argentina dell'internunzio Antonio Sabatucci. La nunziatura apostolica in Argentina è stata istituita nel 1916. La sede è a Buenos Aires.

### Delegati apostolici
- Ludovico Maria Besi (9 luglio 1850 - 26 maggio 1851 dimesso)
- Lorenzo Barili (26 maggio 1851 - 17 giugno 1856 dimesso)
- Vincenzo Massoni (26 settembre 1856 - 3 giugno 1857 deceduto)
- Marino Marini (14 agosto 1857 - 27 marzo 1865 nominato vescovo di Orvieto)
- Angelo Di Pietro (28 dicembre 1877 - 30 settembre 1879 nominato internunzio apostolico in Brasile)
- Luigi Matera (30 marzo 1882 - 14 ottobre 1884 espulso)
- interruzione delle relazioni diplomatiche (1884 - 1900)

### Internunzi apostolici
- Antonio Sabatucci (24 aprile 1900 - 9 novembre 1906 dimesso)
- Achille Locatelli (22 novembre 1906 - 8 luglio 1916 nominato nunzio apostolico in Belgio, Paesi Bassi e Lussemburgo)

### Nunzi apostolici
- Alberto Vassallo-Torregrossa (2 maggio 1916 - 6 agosto 1920)
- Giovanni Beda Cardinale (9 ottobre 1922 - 29 agosto 1925 dimesso)
- Filippo Cortesi (novembre 1926 - 24 dicembre 1936 nominato nunzio apostolico in Polonia)
- Giuseppe Fietta (20 gennaio 1936 - 26 gennaio 1953 nominato nunzio apostolico in Italia)
- Mario Zanin (7 febbraio 1953 - 4 agosto 1958 deceduto)
- Umberto Mozzoni (20 settembre 1958 - 19 aprile 1969 nominato nunzio apostolico in Brasile)
- Lino Zanini (7 maggio 1969 - 20 dicembre 1973 nominato delegato apostolico per la Patriarcale Basilica Vaticana di San Pietro e delegato della Fabbrica di San Pietro)
- Pio Laghi (27 aprile 1974 - 10 dicembre 1980 nominato delegato apostolico negli Stati Uniti d'America e osservatore permanente della Santa Sede presso l'Organizzazione degli Stati Americani)
- Ubaldo Calabresi (23 gennaio 1981 - 4 marzo 2000 ritirato)
- Santos Abril y Castelló (4 marzo 2000 - 9 aprile 2003 nominato nunzio apostolico in Bosnia ed Erzegovina, Macedonia e Slovenia)
- Adriano Bernardini (26 aprile 2003 - 15 novembre 2011 nominato nunzio apostolico in Italia e nella Repubblica di San Marino)
- Emil Paul Tscherrig (5 gennaio 2012 - 12 settembre 2017 nominato nunzio apostolico in Italia e nella Repubblica di San Marino)
- Léon Kalenga Badikebele (17 marzo 2018 - 12 giugno 2019 deceduto)
- Mirosław Adamczyk, dal 22 febbraio 2020

## Conferenza episcopale

### Elenco dei presidenti
- Cardinale Antonio Caggiano (1958 - 1970)
- Arcivescovo Adolfo Servando Tortolo (1970 - 1976)
- Cardinale Raúl Francisco Primatesta (1976 - 1982)
- Cardinale Juan Carlos Aramburu (1982 - 1985)
- Cardinale Raúl Francisco Primatesta (1985 - 1990)
- Cardinale Antonio Quarracino (1990 - 1996)
- Arcivescovo Estanislao Esteban Karlic (1996 - 2002)
- Arcivescovo Eduardo Vicente Mirás (2002 - 2005)
- Cardinale Jorge Mario Bergoglio, S.I. (8 novembre 2005 - 8 novembre 2011)
- Arcivescovo José María Arancedo (8 novembre 2011 - 7 novembre 2017)
- Vescovo Oscar Vicente Ojea Quintana (7 novembre 2017 - 12 novembre 2024)
- Arcivescovo Marcelo Daniel Colombo, dal 12 novembre 2024

### Elenco dei vicepresidenti
- Arcivescovo Eduardo Vicente Mirás (1999 - novembre 2002)
- Cardinale Jorge Mario Bergoglio, S.I. (2002 - 2005)
- Arcivescovo Luis Héctor Villalba (2005 - 2011)
- Vescovo Virginio Domingo Bressanelli, S.C.I. (8 novembre 2011 - 11 novembre 2014)
- Cardinale Mario Aurelio Poli (11 novembre 2014 - 9 novembre 2021)
- Arcivescovo Marcelo Daniel Colombo (7 novembre 2017 - 12 novembre 2024)
- Cardinale Ángel Sixto Rossi, S.I., dal 12 novembre 2024

### Elenco dei secondi vicepresidenti
- Arcivescovo Eduardo Vicente Mirás (1997 - 1999)

...
- Arcivescovo Domingo Salvador Castagna (2002 - 2005)
- Arcivescovo Agustín Roberto Radrizzani, S.D.B. (2005 - 2008)
- Arcivescovo José María Arancedo (2008 - 8 novembre 2011)
- Arcivescovo Mario Antonio Cargnello (8 novembre 2011 - 7 novembre 2017)
- Vescovo Marcelo Daniel Colombo (7 novembre 2017 - 9 novembre 2021)
- Arcivescovo Carlos Alfonso Azpiroz Costa, O.P. (7 novembre 2017 - 12 novembre 2024)
- Vescovo César Daniel Fernández, dal 12 novembre 2024

### Elenco dei segretari generali
- Vescovo José Luis Mollaghan (1993 - 1999)
- Vescovo Guillermo Rodríguez Melgarejo (1999 - 2003)
- Vescovo Sergio Alfredo Fenoy (2003 - 2008)
- Vescovo Enrique Eguía Seguí (2008 - 11 novembre 2014)
- Vescovo Carlos Humberto Malfa (11 novembre 2014 - 9 novembre 2021)
- Vescovo Alberto Germán Bochatey, O.S.A. (7 novembre 2017 - 12 novembre 2024)
- Vescovo Raúl Pizarro, dal 12 novembre 2024